# ZA-12
La voie rapide ZA-12 est une autoroute urbaine pénètre Zamora par l'est en venant de Valladolid.
Elle relie l'A-11/A-66 à la rocade de la ville (ZA-20).

## Tracé
- Elle va se déconnecter de l'A-11 et se terminer au croisement avec la variante-est de Zamora (ZA-20) qui entoure la ville.

### Référence
- Nomenclature